# Станіслав Вижицький

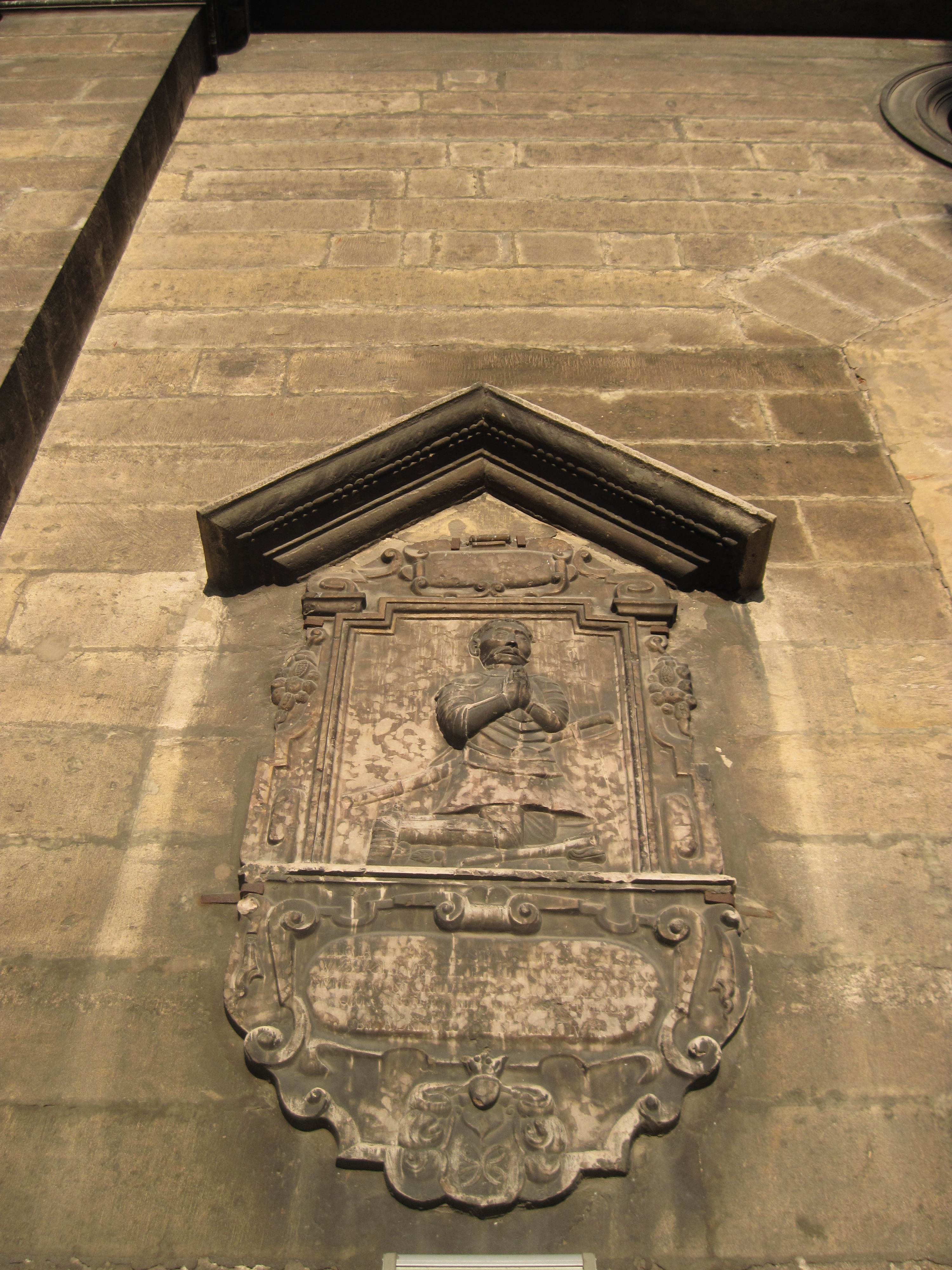
Пам'ятна таблиця, епітафія на фасаді костелу бернардинів, Львів

Станіслав з Вижиць Вижицький гербу Восьмиріг (пол. Stanisław Wyżycki; 1613/1614 — 5 червня 1680) — польський шляхтич, військовик, урядник Речі Посполитої. Родове прізвище — від поселення Вижице у Краківському воєводстві Корони. Представник роду Вижицьких, дід Миколая Вижицького — львівського архиєпископа РКЦ.

## Біографія
Син Станіслава Вижицького (полковник королівський, староста тимбаркський) та його дружини — подільської воєводички Жабокліцької (доньки Нікодема).
Посол сеймів Речі Посполитої 1676, 1678 років. Посади, звання: підчаший новогрудський, хорунжий київський, вонвельницький, полковник Й. К. М., Таборівський староста. Марек Ґдешинський після повернення 1651 року з полону в Криму продав С. Вижицькому маєток Таборів.
Був похований у костелі бернардинців Львова. Дружина — Кристина Завіховська, донька крем'янецького підкоморія Цетнера, сини:
- Юзеф — перший чоловік княгині Констанції[2] Четвертинської
- Миколай — секретар короля, ксьондз, холмський латинський єпископ
- Ян — хорунжий київський, староста брацлавський, батько львівського архиєпископа Миколая Вижицького.

## Пам'ятна таблиця,епітафіяна фасадікостелу бернардинівЛьвова
На стіні храму вирізьблений рельєф з вояком, котрий стоїть на колінах і молиться. Під зображенням — напис латинською: «Тут лежить шляхетний Станіслав з Вижиць Вижицький, хорунжий київський, вонвельницький,тимбаркський староста, полковник святої королівської величності, колись відважний воїн, нині смрад і черв. Прожив 66 років. Відійшов року Божого 1680 5 дня місяця червня».